# Bilans wodny
Bilans wodny – zestawienie obiegu wody w przyrodzie na poszczególnych obszarach (np. dorzecze, zlewisko itd.), z rozróżnieniem na przychody i rozchody (odpływy). Mierzy się go, biorąc pod uwagę ilość opadów na danym terenie, odpływ powierzchniowy i podziemny z danego terenu, parowanie.
Do obliczania bilansu wodnego stosuje się "Równanie bilansu wodnego Pencka-Oppokowa"
P=H+E+ΔR
gdzie
P – opady;
H – odpływ (podziemny, powierzchniowy); 
E – parowanie; 
ΔR – zmiana retencji (retencja powierzchniowa, podziemna)
Równanie to wyznacza się dla określonego obszaru (zlewni, dorzecza) dla roku hydrologicznego.
Bilans wodny lądowej fazy cyklu hydrologicznego 
PK-EK-HK=∆RK
PK -  całkowity opad atmosferyczny na obszary lądów
EK – całkowite parowanie z powierzchni lądów
HK – całkowity odpływ z lądów do oceanów 
∆RK – zmiany retencji wody na lądach